# 키예프 전투 (1943년)
제2차 키예프 전투는 1943년 소련군이 진행한 3개 전략적 작전(2개 공격, 1개 방어)로, 제2차 세계 대전에서 독일군이 쿠르스크 전투에 패배한 이후 시작한 반격 작전이다. 이 3개 작전은 1943년 10월 3일부터 12월 22일까지 진행되었다.

## 같이 보기
- 키예프 전투 (1941년)

## 참고 문헌
- Radey, Jack, Bongard, David, O'Connor, Dave, Fire Brigade: The Battle for Kiev 1943, Panther Games Pty.Ltd., Canberra, 1988 Home of the Underdogs' game entry